# Mega!! Kung Fu Radio
Mega!! Kung Fu Radio é o segundo álbum da banda Powerman 5000 e o primeiro lançado por uma grande gravadora, lançado em 25 de Fevereiro de 1997 pela gravadora DreamWorks Records. Essa é uma versão remasterizada do álbum independente The Blood Splat Rating System, lançado em 1995 e inclui as novas faixas "20 Miles to Texas 25 to Hell", "Mega!! Kung Fu Radio" e uma faixa escondida chamada "File Under Action".

## Faixas
| N.º | Título                                                                      | Duração |  |
| 1.  | "Public Menace, Freak, Human Fly"                                           | 3:38    |  |
| 2.  | "Organizized"                                                               | 3:55    |  |
| 3.  | "Neckbone"                                                                  | 4:00    |  |
| 4.  | "Car Crash"                                                                 | 2:42    |  |
| 5.  | "Earth vs. Me"                                                              | 3:20    |  |
| 6.  | "A Swim with the Sharks"                                                    | 3:20    |  |
| 7.  | "20 Miles to Texas 25 to Hell"                                              | 3:16    |  |
| 8.  | "Mega!! Kung Fu Radio"                                                      | 3:38    |  |
| 9.  | "Tokyo Vigilante #1"                                                        | 2:59    |  |
| 10. | "Boredwitcha"                                                               | 2:50    |  |
| 11. | "Standing 8"                                                                | 3:35    |  |
| 12. | "Even Superman Shot Himself" (inclui a faixa escondida "File Under Action") | 10:03   |  |